# Allen (Kentucky)
Allen es una ciudad ubicada en el condado de Floyd en el estado estadounidense de Kentucky. En el año 2010 tenía una población de 193 habitantes y una densidad poblacional de 321,67 personas por km².

## Geografía
Allen se encuentra ubicada en las coordenadas 37°36′48″N 82°43′33″O / 37.61333, -82.72583.

## Demografía
Según la Oficina del Censo en 2000 los ingresos medios por hogar en la localidad eran de $20,625 y los ingresos medios por familia eran $26,875. Los hombres tenían unos ingresos medios de $35,625 frente a los $17,500 para las mujeres. La renta per cápita para la localidad era de $12,720. Alrededor del 37.4% de la población estaban por debajo del umbral de pobreza.